# Giusy Devinu
Giusy Devinu (* 11. Mai 1960 in Cagliari als Giuseppina Devinu; † 2. Mai 2007 ebenda) war eine italienische Opernsängerin (Sopran).

## Leben

### Ausbildung
Giusy Devinu studierte Gesang und Klavier am „Conservatorio Giovanni Pierluigi da Palestrina“ in Cagliari und schloss ihr Studium 1981 ab. Zu Beginn ihrer Karriere gewann sie den Gesangswettbewerb des Teatro Lirico Sperimentale in Spoleto.

### Karriere in Italien
Im Oktober 1982 gab sie am Teatro Nuovo Gian Carlo Menotti in Spoleto ihr Bühnendebüt als Opernsängerin in der Rolle der Violetta in La traviata. Es folgten zahlreiche Engagements an italienischen Bühnen. 1985 trat sie am Teatro Margherita in Genua auf. Von 1985 bis 1987 war sie am Teatro Carlo Felice in Genua engagiert. 1986 sang sie beim Ravenna-Festival die Königin der Nacht in Die Zauberflöte. 1987 trat sie am Teatro Comunale di Bologna als Elvira in L’italiana in Algeri auf. In der Saison 1987/88 debütierte sie im Rahmen eines Festkonzerts unter der musikalischen Leitung von Gustav Kuhn am Teatro San Carlo in Neapel. Im Oktober 1988 war sie an der Oper von Rom als Tamiri in Il re pastore zu hören. Im Januar 1989 sang sie am Teatro Comunale di Bologna die Briseide in Achille von Ferdinando Paër. Im Sommer 1989 trat sie beim Rossini Opera Festival in Pesaro als Berenice in L’occasione fa il ladro auf.
Im Juni 1990 debütierte sie mit der Violetta in La traviata an der Mailänder Scala. Die Violetta sang sie an der Mailänder Scala anschließend auch in der Saison 1990/91 und in der Saison 1991/92.
1990 gastierte sie am Teatro Comunale di Bologna als Gilda in Rigoletto. In der Spielzeit 1990/91 war sie am Teatro La Fenice in Venedig als Norina in Don Pasquale und als Gräfin in Le nozze di Figaro in einer Gala-Aufführung zum 200-jährigen Bestehen des Opernhauses zu hören. 1991 sang sie am Opernhaus von Rom die Gilda in Rigoletto. Im Februar 1992 war sie am Teatro Verdi in Triest die Lucieta in Il campiello von Ermanno Wolf-Ferrari. 1992 trat sie an der Oper von Rom als Marie in La Fille du régiment auf.
Im September 1993 sang sie zur Eröffnung des neu errichteten Teatro Lirico di Cagliari gemeinsam mit der Altistin Bernadette Manca di Nissa unter der musikalischen Leitung von Thomas Sanderling die Messa di Gloria von Gioacchino Rossini.
Im März 1995 war sie am Teatro San Carlo in Neapel als Giulietta in I Capuleti ed i Montecchi zu hören. 1996 sang sie diese Rolle auch am Teatro Carlo Felice in Genua. In der Saison 1996/97 übernahm sie an der Mailänder Scala in einigen Vorstellungen für die indisponierte US-amerikanische Koloratursopranistin June Anderson die Titelrolle in Lucia di Lammermoor. Im März 1998 sang sie am Teatro San Carlo in Neapel unter der musikalischen Leitung von Michael Güttler die Titelrolle in der Operette Eva von Franz Lehár. 1998/99 war sie am Teatro Regio in Turin als Liù in Turandot und in der Titelrolle von Maria Stuarda zu hören. 1999 übernahm sie am Teatro La Fenice in Venedig die Titelrolle in Maria di Rohan. Im Mai 2000 trat sie Teatro Comunale di Cagliari als Donna Elvira in Don Giovanni auf.
Ab 1991 unterrichtete sie regelmäßig Meisterklassen am „Conservatorio Giovanni Pierluigi da Palestrina“ in Cagliari. 2005 betreute sie, bereits schwer erkrankt, dort musikalisch eine Studierendenaufführung von Adelson e Salvini. Giusy Devinu trat noch bis zum Jahr 2006 öffentlich auf.

### Gastspiele
Devinu gastierte an zahlreichen Opernhäusern in Europa, u. a. auch in Deutschland, Österreich, Spanien, Polen und in Übersee. Zwischen 1991 und 1997 war sie als Adina in L’elisir d’amore, Mimì in La Bohème, Gilda und als Traviata in über 20 Vorstellungen an der Wiener Staatsoper zu hören. 1993 war sie am Théâtre de la Monnaie in Brüssel in der Titelrolle der Oper Anna Bolena zu hören. 1996 sang sie in Warschau die Amina in La Sonnambula. 1997 gastierte sie als Anna Bolena am Opernhaus von Monte Carlo.
In der Spielzeit 1997/98 debütierte sie als Gilda in Rigoletto an der San Francisco Opera.
1998 sang sie an der Hamburgischen Staatsoper die Titelrolle in Lucia di Lammermoor. 2000 war sie am Opernhaus von Monte Carlo als Elcìa in Mosè in Egitto zu hören. Im September 2000 sang sie an der Ópera de Oviedo die Mimì in La Bohème. 2003 übernahm sie am Teatro Real in Madrid die Rolle der Marguerite in Faust.

### Privates und Gedenken
Devinu war mit dem italienischen Bassisten Francesco Musinu verheiratet, mit dem sie häufig auch gemeinsam auftrat. Sie starb im Mai 2007 im Alter von knapp 47 Jahren im Ospedale Oncologico Businco in Cagliari an den Folgen ihrer unheilbaren Krebserkrankung.
2007 wurde im Gedenken an Giusy Devinu von dem italienischen Bariton Paolo Coni der Gesangswettbewerb Concorso di Canto Lirico „Giusy Devinu“ für junge Opernsänger ins Leben gerufen. Im Juni 2015 benannte die Gemeinde Cagliari die Arena im „Parco della Musica“, an der Piazza Nazzari vor dem Teatro Lirica di Cagliari gelegen, nach ihr und widmete ihr eine Ausstellung im Parkettfoyer des Teatro Lirico.

## Repertoire und Tondokumente
Giusy Devinu interpretierte schwerpunktmäßig Rollen in Opern von Vincenzo Bellini, Gaetano Donizetti, Gioacchino Rossini, Giuseppe Verdi und Giacomo Puccini. Gelegentlich übernahm sie auch einige Mozart-Rollen, die in ihrer Karriere jedoch nur eine nachrangige Bedeutung hatten. Ihr Repertoire umfasste hauptsächlich die Belcanto-Rollen des frühen 19. Jahrhunderts und Partien für lyrisch-dramatischen Koloratursopran. Mit den Puccini-Rollen Mimì und Liù erweiterte sie ihr Rollenspektrum kontinuierlich hin zum Verismo.
Als ihre besondere „Glanzpartie“ galt die Violetta in La traviata, mit der sie fast 20 Jahre an zahlreichen Opernhäusern und bei Festspielen auftrat, und die „aufgrund ihres technischen Könnens und ihrer Leichtigkeit bei Registervariationen ideal für sie war.“ Sie sang die Violetta u. a. an der Mailänder Scala, bei den Festspielen von Macerata (1992), am Théâtre du Châtelet in Paris (1993, unter der musikalischen Leitung von Antonio Pappano), an der Staatsoper Wien, in Palermo (1994), am Teatro San Carlo in Neapel (1994–1996), an der Oper von Rom (1994) und am Teatro Municipal de São Paulo (1996). Im Januar 1997 sang sie die Violetta auch am Teatro Nacional de São Carlos in Lissabon.
Die Stimme von Giusy Devinu ist durch einige Tondokumente auf dem Label Fonit-Cetra erhalten. 1992 wurde im Teatro Verdi in Triest eine Aufführung von Il campiello mitgeschnitten. In einer Live-Aufnahme von 1995 aus dem Teatro San Carlo in Neapel ist sie als Giulietta in I Capuleti e i Montecchi zu hören. Außerdem existieren einige Rundfunkmitschnitte der RAI.